# Bedřichov (district de Jablonec nad Nisou)
Pour les articles homonymes, voir Bedřichov.
Bedřichov (en allemand : Friedrichswald) est une commune du district de Jablonec nad Nisou, dans la région de Liberec, en Tchéquie. Sa population s'élevait à 360 habitants en 2021.

## Géographie
Bedřichov se trouve à 8 km au nord-nord-est de Jablonec nad Nisou, à 7 km au nord-est de Liberec et à 95 km au nord-est de Prague.
La commune est limitée par Hejnice au nord, par Josefův Důl à l'est, par Janov nad Nisou au sud, par Liberec au sud-ouest, et par Mníšek à l'ouest.

## Histoire
La première mention écrite du village date de 1602.

## Galerie

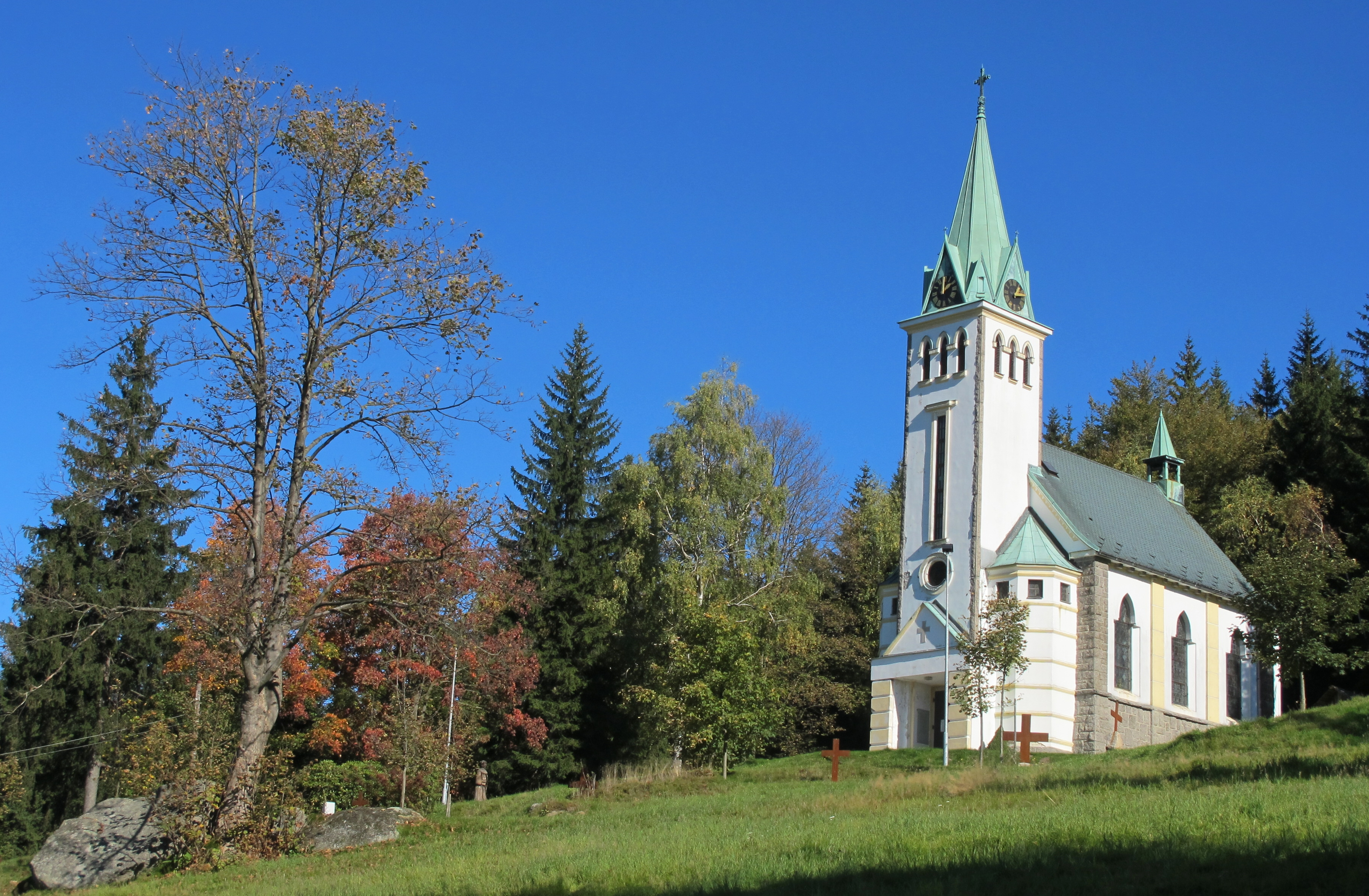
Église Saint-Antoine de Padoue.
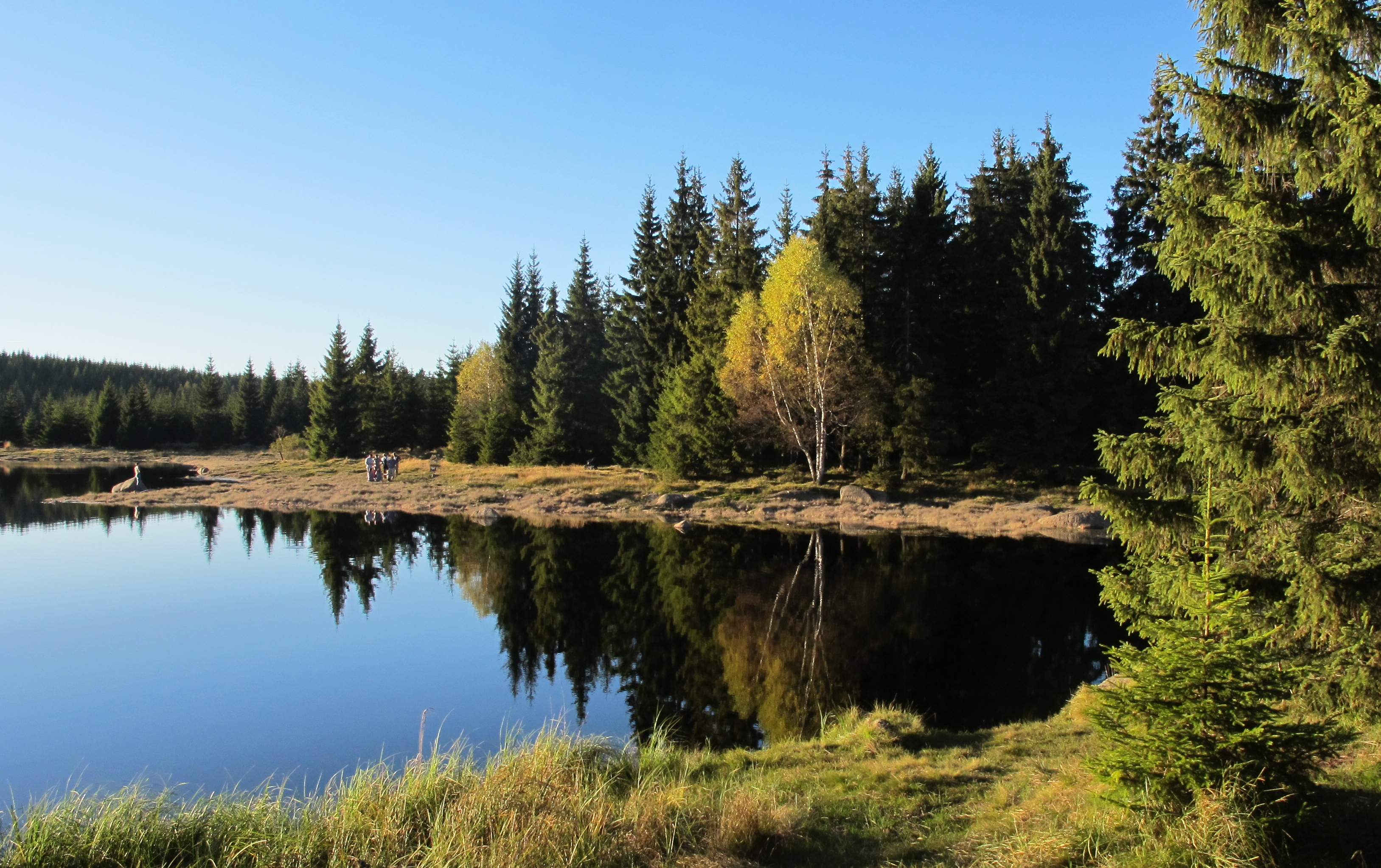
Réservoir de Bedřichov.

## Sports d'hiver
Bedřichov possède un domaine skiable, populaire tant pour le ski de fond que pour le ski alpin. Il accueille chaque année la Jizerská padesátka, une course longue distance de ski de fond, et il servit de cadre à certaines épreuves des Championnats du monde de ski nordique 2009.

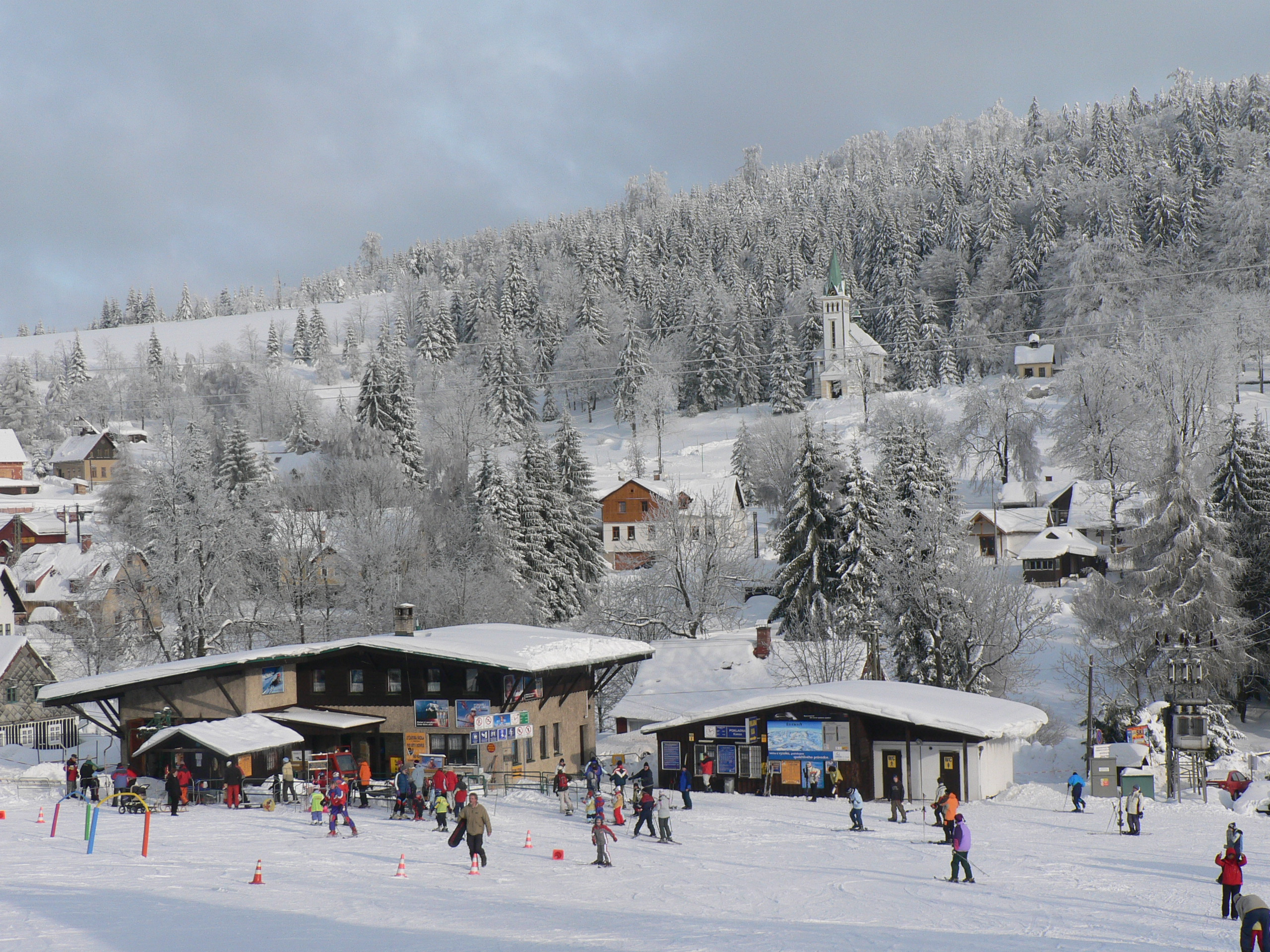
Pistes de ski de Bedřichov.
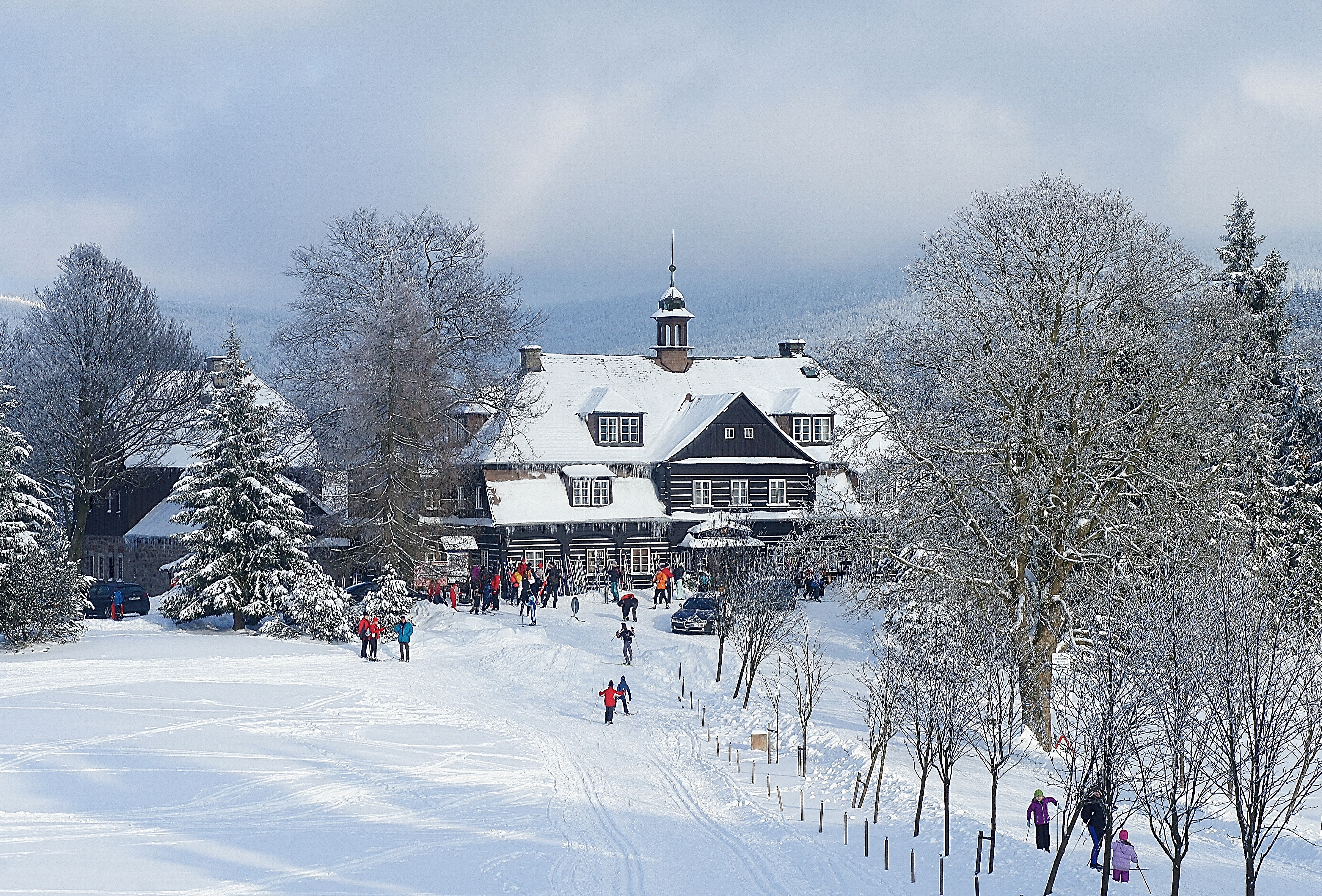
Chalet Šámalova chata.

## Transports
Par la route, Bedrichov se trouve à 9 km de Jablonec nad Nisou, à 11 km de Liberec et à 117 km de Prague.